# Ricardo do Pilar

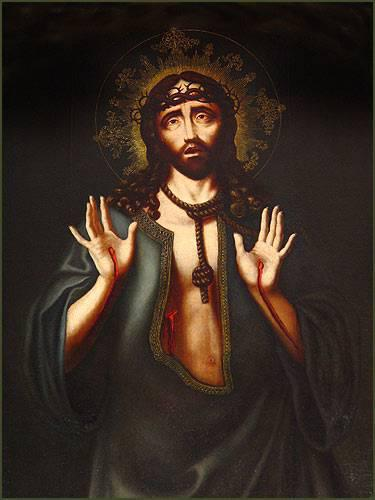
Detalhe do Senhor dos Martírios (1690) na sacristia do Mosteiro de São Bento, tela de Frei Ricardo do Pilar.

Frei Ricardo do Pilar, OSB (Colônia, c. 1635 — Rio de Janeiro, 1700) foi um religioso e pintor alemão que viveu no Brasil colonial.
É considerado o primeiro pintor de vulto no Brasil, após Frans Post e Albert Eckhout, ambos a serviço de Maurício de Nassau. 

## Vida
Frei Ricardo nasceu na Alemanha, onde é provável que tenha recebido a sua formação artística. Acredita-se que chegou ao Brasil por volta de 1660, onde trabalhou como pintor para o Mosteiro de São Bento a convite de Frei Manuel do Rosário. Há registro de trabalho seu, fora do Mosteiro, em 1663.
Em 1670 passou a residir no Mosteiro como irmão secular. Nessa época a igreja do Mosteiro estava sendo concluída, e trabalhou em colaboração com o escultor Frei Domingos da Conceição e o arquiteto Frei Bernardo de São Bento Correia de Souza na decoração do interior da igreja.
Ingressou na Ordem Beneditina em 1695 e morreu, no Rio de Janeiro, em 12 de dezembro de 1700.

## Obra
As obras conhecidas de Frei Ricardo foram pintadas para o Mosteiro de São Bento do Rio de Janeiro. Entre 1663 e sua morte realizou várias telas para a portaria, o dormitório, a sacristia e principalmente para a capela-mor da igreja do Mosteiro. Para a capela-mor realizou um total de 14 telas retratando a vida de monges beneditinos, que foram incorporados à ornamentação de talha dourada barroca de Frei Domingos da Conceição. No final do século XVIII a talha da capela foi refeita em estilo rococó por Inácio Ferreira Pinto, mas as pinturas foram reaproveitadas e ainda podem ser vistas na capela.
Muitas das suas obras retratam santos que não eram de particular devoção quer de portugueses quer de brasileiros, refletindo a sua formação alemã, ao contrário da influência espanhola até então predominante na colônia, como pode ser percebido pelo uso das cores e a composição de seus quadros.
Sua obra-prima é um Senhor dos Martírios datado de 1690, no altar da sacristia do Mosteiro de São Bento. Realizou também uma cópia desse quadro para o Mosteiro de São Bento de Salvador. Frei Ricardo foi um pioneiro da pintura no Rio de Janeiro, podendo ser considerado precursor da chamada Escola Fluminense de Pintura, que floresceria no século XVIII.